# 嵐の涙〜私たちに明日はある〜
『嵐の涙〜私たちに明日はある〜』（あらしのなみだ わたしたちにあすはある）は、2016年2月1日から3月31日までの間、東海テレビとテレパックの共同制作により、フジテレビ系列で放送されていたテレビドラマで、東海テレビの「最後の昼ドラ」である。

## 概要
自ら2015年8月に第1子を出産した佐藤江梨子の女優復帰作であり、不運なゲリラ豪雨による浸水被害で夫・雄介と娘を亡くした母親・石原里子が、周囲のバッシングを受けながらも、親子や家族の絆を深め、幸せを追求していくさまを描くヒューマンサスペンスドラマ。制作局である東海テレビの放送対象地域（中京広域圏）である愛知県常滑市が主要な舞台となる。
なお、東海テレビが2016年1月20日に本作が東海テレビ制作昼の帯ドラマ（昼ドラ）枠最終作であり、4月放送開始予定の「オトナの土ドラ」を制作することを正式に発表したことで、本作品が最後の昼ドラとなった。
この「最後の昼ドラ」を記念して、オープニングキャッチにもそれをイメージしたグラフィックを表示しているほか、それまでに同枠で放送された作品に出演した俳優陣（出演作品は本文参照）が、宅間孝行、遠藤久美子、岡まゆみ、いしのようこ、斉藤陽一郎、宮地真緒らがレギュラー格、それ以外にも随時多数、当時の役柄そのもの、ないしはその世界観をイメージした役柄にてゲスト出演（カメオ）した。これに関して、佐藤は「責任重大ですが、最後の昼ドラは"祭り"だと思って盛り上げます」と述べている。最終話（第44話、3月31日）には、エンディングに過去51年間の総放送回数・作品数を表示した。
なお、東海テレビの昼ドラ最終作となる本作品最終話の平均視聴率は2.1%（ビデオリサーチ調べ、関東地区・世帯・リアルタイム）であった。

### 「東海テレビ制作昼の帯ドラマ」終了への動き
当作品まで13時台に放送してきた『ライオンのごきげんよう』（フジテレビ制作）・昼ドラ枠の2番組を廃止し、2016年4月度の改編以後、東海テレビのキー局であるフジテレビ制作による情報番組を編成するという動きがあるとの一部報道があり、当作品が本ドラマ枠の最終作品となる可能性が高いとされていたが、フジテレビ社長の亀山千広が、2015年11月27日の社長定例会見において、本ドラマ枠を2016年3月をもって終了することをキー局トップの会見として発表。その際、同会見中に「本来は（一部報道のドラマ終了の内容について、フジと東海テレビが協議・調整中との見解を述べてから）制作局である東海テレビが発表することである」「失言でした」と謝罪する異例の事態となり、約2ヶ月後の制作局会見となった。
なお、上記2番組終了後の後枠として、2016年4月1日は前日をもって終了する本番組と『ライオンのごきげんよう』の穴埋めとして、『バイキング』のSPを13:55まで拡大放送した。その後、同月4日から『バイキング』を13:45までと従来より50分後ろに拡大し、『直撃LIVE グッディ!・第1部』が13:45からの10分前倒し・5分拡大（第1部を13:45 - 14:50・第2部を14:50 - 15:50となるよう、枠切り変更も同時実施）となった。

## キャスト

### 石原家・遠藤家
石原 里子（いしはら さとこ）→遠藤 里子（えんどう さとこ） <25・35>
演 - 佐藤江梨子（小学生時代：根本真陽、中学生時代：松本ももな）
雄介の妻。小学校教諭。血液型AB型。施設育ちながら苦学の末、大学まで出て夢だった小学校の教諭になる。同じ学校で教師をしている雄介と恋に落ちて結婚。長女・春子を出産し、義父母と5人で暮らしている。
10年前、日曜クラスでの不慮の事故で雄介と春子を失うが、事故の直前に順子を救うため、キャンプ場を離れたことを、家族や生徒たちを見捨てて自分だけが逃げたと責められ、辞職を余儀なくされただけでなく、石原家からも追い出されてしまう。
東京を離れる前に順子に会いに行った際、隣室で育児放棄されていた赤ん坊と出会い、一度は一緒に死のうとするが、赤ん坊の泣き声で思いとどまり、覚悟を持って自分の子として育てていくことを決意。
その後、金沢の老舗旅館『かぐらや』で仲居として働いていたが無断で辞めてしまい、3年前から常滑に移り、宮崎工房を手伝っている。宮崎のスランプの原因が自分にあると考え、春子と共に枝川家に住み込み、手伝いとして働いていた。
閉所恐怖症で、エレベーターに乗るのが苦手。また、童謡「犬のおまわりさん」の歌詞を間違えて覚えている。
石原 雄介（いしはら ゆうすけ）→枝川 剛太郎（えだがわ ごうたろう） <27・37>
演 - 宅間孝行
主な昼ドラ出演 - 貫太ですッ!
里子の夫。小学校の非常勤講師（美術専攻）。2歳年下の里子が赴任してきたときに一目ぼれをし、穏やかな交際期間を経て結婚。明るい性格で自分の意見を主張するよりも他者の気持ちを慮ってしまう。元は売れない画家で、思うように絵が描けず、極度のスランプに陥っていたが、里子と生まれてきた春子の存在に支えられ、再び絵を描き始める。
キャンプ場での日曜クラスに参加中、里子が順子の元に向かった後に娘・春子とともに川の濁流に飲み込まれ、記憶喪失となってしまう。その後、大造に偶然出会い、剛太郎として新たな人生を送ることとなり、家庭を持ちたいと願うまきと結婚し、幸せな家庭を築く。茶道枝川流事務長として働き、まきの家元就任と大造の引退を機に、理事長に就任。ずっと失った記憶を思い出せずにいたが、春子が歌った「犬のおまわりさん」を聴いたのをキッカケに違和感を覚え始め、枝川流の新体制報告会の席上、記憶を取り戻す。
石原 春子（いしはら はるこ）・枝川 すみれ（えだがわ すみれ） <0・10>
演 - 舞優（0歳：久保蒼桜）
主な昼ドラ出演 - 潔子爛漫〜きよこらんまん〜
里子と雄介の娘。 10年前、生後半年で父と共に遭った事故で死亡したとみられていたが、記憶を失った雄介とともに、剛太郎の娘・すみれとして枝川家で暮らしている。まきを「お母様」と呼び、憧れの存在として敬う。まきの家元就任披露の席上で、いずれは19代家元を継ぐこととなると紹介され、一時はプレッシャーとなっている。小学校に通わない春子が枝川家にはふさわしくないと当初は関わりあいを避けているが、児童会の陶芸教室などを通して親しくなり、互いの秘密を共有しあうまでになる。宮崎から聞いた春子の作った自己犠牲の物語の内容があまりにも具体的だったことから、まきとの血のつながりがないことや剛太郎が記憶を取り戻したことにも感づいている。まきからすべてを打ち明けられたが、里子を実母とは認めず、手にした鉛筆で目を突いて、まきと同じように失明しようとする。
遠藤 春子（えんどう はるこ） <0・10>
演 - ほの花（0歳：平野芹）
主な昼ドラ出演 - 白衣のなみだ
順子の暮らすアパートの隣室で、育児放棄されていたところを里子に拾われた赤ん坊。その後、里子の実の娘として天真爛漫に育つ。すべてを失った里子にとって唯一の生きる希望である。血液型O型。里子の作る唐揚げが好物。小学校には通わず、里子の作ったドリルで勉強している。
岩上とクラブのホステス・ゆかとの間に生まれた娘で、本当の名前はリカ。枝川会館に届けられた、ぬいぐるみの入った段ボールの中に誤って落ち、すみれ宛の荷物と間違えて理事長室に運ばれた間に寝てしまい、里子は実母ではなく、雄介（剛太郎）と元夫婦だったこと、すみれが里子の実の娘であることを剛太郎と大造が話しているのを聞いてしまい、実の家族と暮らすのが一番良いと考え、自ら岩上のところへ行く。
石原 弘江（いしはら ひろえ） <52>
演 - 岡まゆみ
主な昼ドラ出演 - 夏の秘密、霧に棲む悪魔、天国の恋
雄介の母、壮一の妻。春子の祖母、里子の義母。10年前、雄介と春子が事故に巻き込まれたのを里子のせいにして辛く当たり、正気を保とうとするが、里子が石原家を出た後は自分のことを責めて悔やみ、ふさぎ込んだ。枝川流の新聞記事で雄介に似た剛太郎の写真を見つけ、息子が生きていると確信する一方、雄介の幸せを壊したくないと会いに行かなかった。3年前に亡くなった。
石原 壮一（いしはら そういち） <55>
演 - 柄本明
雄介の父、弘江の夫。春子の祖父、里子の義父。長年務めた教師を退職し、妻・弘江と共に二世帯住宅を建てる。初孫の誕生を誰よりも喜び、雄介もあきれるほどの孫バカぶりで、里子にもなにかと優しく接してくれる好々爺。弘江の死後、売却した自宅を望める場所にある老人ホームで暮らしていた。

### 枝川家
枝川 まき（えだがわ まき） <25・35>
演 - 遠藤久美子
主な昼ドラ出演 - 安宅家の人々
大造の娘。茶道枝川流第18代家元、茶名・枝川侃如の就任を控え、気の迷いを娘に悟られてしまったことから辞退しようと考えていたが、すみれとともに宮崎工房で招き猫作りを手伝う中で覚悟を決め、家元を襲名する。
高校時代に大造が運転する自動車での事故で失明し、後遺症で不妊の体となってしまう。家庭を持ちたいと強く希望し、妻を亡くしたシングルファザーである剛太郎と結婚し、すみれの母になったが、実の娘ではないすみれに真実を隠し、嘘をつき続けることに苦しんでいた。また、夫と娘が本物の剛太郎とすみれではなく、別人が成りすましているということは知らなかったが、雄介が記憶を取り戻した際に里子と雄介が昔を懐かしんで話している場面に遭遇し、のちにすべてを知ることとなる。
枝川 大造（えだがわ たいぞう） <55・65>
演 - 竜雷太
まきの父。名古屋に拠点を構える茶道枝川流第17代家元。枝川流理事長。8年前、自らが運転する自動車事故で妻を失い、当時、高校生だった娘・まきに失明と不妊の後遺症をもたらしたことを悔い、まきの幸せのためならば何でもしようと決意した。
まきの「家族を持ちたい」という希望を叶えるために、剛太郎との婚約を進める中で彼の本性を知り、揉み合っているうちに死なせてしまい、遺体を山中に埋めた。その後、記憶を失った雄介と春子に偶然出会い、二人を剛太郎とすみれとして成りすまし新たな人生を歩ませる。

### 枝川家の関係者
花井 照（はない てる） <60>
演 - いしのようこ
主な昼ドラ出演 - 冬の輪舞、愛讐のロメラ、さくら心中、赤い糸の女
茶道枝川流理事。大造の秘書兼家政婦で、家内外のことを取り仕切っている。父は大造の恩人。枝川のためだけに生きている女性で、剛太郎にも経営の面で指南している。まきのことをわが子のように慈しんでいる。大造とは死別した妻が生きている間から肉体関係にあり、その中で生まれた子どもが千葉である。
板谷 みちこ（いたや みちこ）
演 - 富永沙織
主な昼ドラ出演 - 潔子爛漫〜きよこらんまん〜
枝川会館受付。
千葉 一馬（ちば かずま）
演 - 濱田和馬
枝川流事務員。照の甥（照の兄の息子）とされていたが、本当は大造と照の間に生まれた息子。高校時代にアメリカに留学し、22歳の時には2つの大学を卒業し、工学と物理学の博士号を取得。人間性を身につけるため、照の紹介で枝川流で働いている。
沢田 常子 （さわだ つねこ）
演 - 西村喜代子
枝川家手伝い。
吉川 琴子（よしかわ ことこ）
演 - 島邑みか
枝川家手伝い。
武田 笛子（たけだ ふえこ）
演 - 大西礼芳
主な昼ドラ出演 - 花嫁のれん（第4シリーズ）
里子の後任で、枝川家で働き始めた手伝い。

### 葉山流の関係者
葉山（はやま）
演 - ベンガル
主な昼ドラ出演 - 花の咲く家
茶道葉山流家元。
葉山 かえで（はやま かえで）
演 - 春日香音
主な昼ドラ出演 - 明日の光をつかめ -2013 夏-
加代の娘、葉山の孫。すみれの友人。
葉山 加代（はやま かよ）
演 - 深谷美歩
かえでの母、葉山の娘。

### その他
宮崎 真一（みやざき しんいち） <40>
演 - 斉藤陽一郎
主な昼ドラ出演 - 嵐がくれたもの、花嫁のれん（第1シリーズ）、聖母・聖美物語
常滑焼工房『宮崎工房』主人。新人賞を受賞したが、スランプに陥って、新作の器を作れなくなったため、招き猫を作って生計を立てている。九兵衛の恩人の息子だが、事情があって亡くなった父が引き取った。九兵衛との再会を機に、一から器を作り始め、200個焼いた中の1個をようやく完成させることができた。九兵衛が倒れた時、本当は九兵衛の息子だということを知る。
相田 順子（あいだ じゅんこ） <24・34>
演 - 宮地真緒（小学生時代：安藤結埜、中学生時代：松本来夢）
主な昼ドラ出演 - エゴイスト 〜egoist〜
里子とは同じ施設で姉妹のように育った。大地の母で里子が勤めている小学校に大地が在学していたことがきっかけになり再会。東京で暮らしていたが、夫と正式に離婚し、10年後に、常滑でスナック『順子』を経営し、店舗の2階には里子と春子を住まわせている。
相田 大地（あいだ だいち）
演 - 髙橋來
順子の息子。上昭月小学校1年3組。10年後には、実父の元で暮らしていた。
藤塚 剛太郎（ふじづか ごうたろう） <27>
演 - 土屋裕一
主な昼ドラ出演 - 白衣のなみだ
資産家。大田原の妻の紹介で、まきとはエアメールのやりとりを続け、婚約を進めていた。妻を亡くし、娘・すみれと暮らしていたが、実際は父から相続した資産を使い果たした末に10億円の莫大な借金を抱え、娘もアメリカの施設に預けている。自身の負債を減らすべく枝川家に取り入り、まきと婚約したことを知った大造と揉み合っているうちに転倒し、頭を強打して亡くなる。
校長
演 - 山田明郷
主な昼ドラ出演 - 愛讐のロメラ、花嫁のれん（第3シリーズ）、別れたら好きな人
昭月市立上昭月小学校校長。ゲリラ豪雨による日曜クラスでの事故の責任を里子にすべて擦りつけた。里子の退職後、保護者からの非難を浴び、辞職する。
菅井 瞳（すがい ひとみ）
演 - 小林正寛
主な昼ドラ出演 - 癒し屋キリコの約束
上昭月小学校体育教師。自身が計画するキャンプ場での日曜クラスで、ゲリラ豪雨による事故で雄介・春子が巻き込まれた一因となる。彼自身は生徒を連れて避難し、保護されるも、学校では里子が「以前豪雨があった川」だと知りながら企画したものだと嘘の証言をし、里子を退任に追い込む。
大田原（おおたわら）
演 - 大石吾朗
主な昼ドラ出演 - ぬかるみの女、花嫁のれん（第1シリーズ）
アメリカ・ロサンゼルス在住だが、仕事の関係で東海岸のビジネス街にあるホテルで一人暮らししていた。まきと剛太郎との結婚を仲介した西アメリカ支部後援会会長の妻が亡くなり、生きていた頃の妻との楽しかった思い出を剛太郎に聞くため、会合出席後に枝川会館と枝川家を訪れるが、剛太郎から帰国後に事故で記憶を失ったことを聞かされた。アメリカでの記憶を辿りたくなったら、いつでもすぐに連絡するよう、力になることを約束する。
藤村 九兵衛（ふじむら きゅうべえ）
演 - 樋浦勉
主な昼ドラ出演 - 花嫁のれん（第2シリーズ）、赤い糸の女
萩焼の陶芸家。人間国宝で、宮崎の師匠で実父。宮崎の亡き父とは旧知の仲。名古屋の美術館で展覧会を見た帰りに宮崎工房を訪れるが、魂と気迫と自信が感じられず、新作の器がなかったことから宮崎のスランプを見抜き、出生の真実を伝えるとともに、生前父から送られた手紙を託した。それ以降は萩の工房を閉め、常滑にとどまって、宮崎の再起を見守っている。手の感覚が鈍り、陶芸を辞めようとしていたが、まきに贈った器を春子から駄作だと指摘され、もう一度作る決意をした矢先に倒れてしまう。退院後は宮崎に手紙を残し、工房を再開させるために萩に戻る。
杉本（すぎもと）
演 - 出口高司
杉本病院医師。照からの依頼でインフルエンザ予防接種と共に行った健康診断で、里子と春子が実の親子ではないことを、福岡出張中の照の代わりに、まきに伝えた。
関沢（せきざわ）
演 - 大家仁志
東海特報新聞文化部記者。新体制になる枝川流を取材。
岩上 俊彦（いわがみ としひこ）
演 - 乃木涼介
主な昼ドラ出演 - 女優・杏子
フリーライター。出版社の元記者。クラブのホステス・ゆかとの間に生まれた娘・春子の実父を自称し、娘を取り戻すべく10年前に春子を連れ去った里子や順子の周辺を徹底的に調べ上げ、里子たちを追い詰めていく。

### 歴代昼ドラ出演者のゲスト参加
第1話
成田 秀夫（なりた ひでお）
演 -  志垣太郎
主な昼ドラ出演 - あかんたれシリーズ
大造のエール文化賞受賞枝川流報告会の席上で挨拶。
第6・7・11話
神楽 志乃（かぐら しの）
演 -  野際陽子（友情出演、11話は回想）
主な昼ドラ出演 - 花嫁のれんシリーズ
金沢の老舗旅館『かぐらや』の大女将。春子からは「オオカミさん」と呼ばれている。
第8・43話
ナレーション（第8話） / 阿部 真理子（あべ まりこ、第43話）
演 - 五十嵐めぐみ（第8話は声のみ）
主な昼ドラ出演 - イエスとノンの物語
里子の実母。第8話は枝川家の玄関で、里子がすみれと実の親子だと知らぬまま再会したシーンのナレーションを担当。
最終話
神楽 奈緒子（かぐら なおこ）
演 - 羽田美智子（友情出演）
主な昼ドラ出演 - 花嫁のれんシリーズ
金沢の老舗旅館『かぐらや』の女将。常滑を離れて新たな人生を始めるべきか悩む里子の元を訪れ、新しい世界でも大丈夫だと励ます。

## スタッフ
- 脚本：“最後の昼ドラ”プロジェクト
- プロデュース：市野直親（東海テレビ放送）、沼田道嗣（テレパック）
- 演出：杉村六郎、村田忍、山内宗信
- 音楽：富貴晴美
- 主題歌：MONKEY MAJIK「The Mistakes I've Made」（binyl records/avex music creative）
- 製作：東海テレビ放送、テレパック

## 放送日程
| 放送日程（全44話） | 放送日程（全44話） | 放送日程（全44話） | 放送日程（全44話）             | 放送日程（全44話） |
| 週                 | 各話               | 放送日             | サブタイトル                   | 演出               |
| ------------------ | ------------------ | ------------------ | ------------------------------ | ------------------ |
| 第1週              | 第1話              | 2月1日             | 最後の昼ドラ                   | 杉村六郎           |
| 第1週              | 第2話              | 2月2日             | 名古屋・常滑を舞台に紡ぐ愛…    | 杉村六郎           |
| 第1週              | 第3話              | 2月3日             | 10億円!!幸せに浮かれた女の涙   | 杉村六郎           |
| 第1週              | 第4話              | 2月4日             | 別の人生…無情に断ち切られた絆  | 杉村六郎           |
| 第1週              | 第5話              | 2月5日             | 希望の子…常滑で育まれる親子愛  | 杉村六郎           |
| 第2週              | 第6話              | 2月8日             | 涙の再会!!花嫁のれん大女将現る | 杉村六郎           |
| 第2週              | 第7話              | 2月9日             | 募る不安…昼ドラ最後の涙        | 杉村六郎           |
| 第2週              | 第8話              | 2月10日            | 隠し事…渦巻く葛藤と偽りの心    | 杉村六郎           |
| 第2週              | 第9話              | 2月11日            | 10年ぶりの母娘の悲しい再会…    | 杉村六郎           |
| 第2週              | 第10話             | 2月12日            | 共同作業 百個の招き猫が紡ぐ愛  | 杉村六郎           |
| 第3週              | 第11話             | 2月15日            | ピンチ!!過去の暗闇に迫る男     | 杉村六郎           |
| 第3週              | 第12話             | 2月16日            | 家元就任 責任を負う母と娘      | 村田忍             |
| 第3週              | 第13話             | 2月17日            | 茶道の子 厳しい稽古と襲う重圧  | 村田忍             |
| 第3週              | 第14話             | 2月18日            | 親子喧嘩 裏切られた母との約束  | 村田忍             |
| 第3週              | 第15話             | 2月19日            | 家出 娘をかばう母に焼きもち    | 村田忍             |
| 第4週              | 第16話             | 2月22日            | 母娘の絆…素直な気持ちで仲直り  | 村田忍             |
| 第4週              | 第17話             | 2月23日            | 一番大切なのは母との思い出     | 山内宗信           |
| 第4週              | 第18話             | 2月24日            | 芽生えた友情!!常滑焼陶芸教室   | 山内宗信           |
| 第4週              | 第19話             | 2月25日            | 母の告白…幸せを守るための嘘    | 山内宗信           |
| 第4週              | 第20話             | 2月26日            | ニアミス…しのび寄る波乱の予感  | 山内宗信           |
| 第5週              | 第21話             | 2月29日            | 再会の時言葉にできない喜び     | 山内宗信           |
| 第5週              | 第22話             | 3月1日             | 葛藤…お互いの幸せを守るため    | 山内宗信           |
| 第5週              | 第23話             | 3月2日             | 人違い!?動き出す10年前の秘密   | 山内宗信           |
| 第5週              | 第24話             | 3月3日             | 絶対に知られてはいけない真実   | 山内宗信           |
| 第5週              | 第25話             | 3月4日             | 二人きり密室のハプニング!!     | 山内宗信           |
| 第6週              | 第26話             | 3月7日             | 優しい抱擁、思いがけない告白   | 杉村六郎           |
| 第6週              | 第27話             | 3月8日             | 衝撃の事実!幸せを願う言い訳    | 杉村六郎           |
| 第6週              | 第28話             | 3月9日             | 危機一髪突きつけられた疑惑!!   | 杉村六郎           |
| 第6週              | 第29話             | 3月10日            | 母の決断大切な人を守るため…    | 杉村六郎           |
| 第6週              | 第30話             | 3月11日            | 奇跡が!!蘇る記憶…感動の再会    | 杉村六郎           |
| 第7週              | 第31話             | 3月14日            | 揺れる心悲しい夫婦の駆け引き   | 山内宗信           |
| 第7週              | 第32話             | 3月15日            | 突然現れた招かれざる訪問者     | 山内宗信           |
| 第7週              | 第33話             | 3月16日            | 覚悟の対決!隠し通したい秘密    | 山内宗信           |
| 第7週              | 第34話             | 3月17日            | 大切な人を守る苦渋の選択…      | 山内宗信           |
| 第7週              | 第35話             | 3月18日            | 私は誰?驚愕の真実に乱れる心    | 山内宗信           |
| 第8週              | 第36話             | 3月21日            | 娘の決意さよなら、お母さん     | 村田忍             |
| 第8週              | 第37話             | 3月22日            | 駆け引き卑劣な男が求める誠意   | 村田忍             |
| 第8週              | 第38話             | 3月23日            | ついに明かされる驚愕の事実!    | 村田忍             |
| 第8週              | 第39話             | 3月24日            | 密会?もう一度恋をしました!     | 村田忍             |
| 第8週              | 第40話             | 3月25日            | 作り話?陳腐な密会の言い訳      | 村田忍             |
| 第9週              | 第41話             | 3月28日            | 愛なのか他人の命でつかむ幸せ   | 杉村六郎           |
| 第9週              | 第42話             | 3月29日            | 真実の親お母さんは悪くない     | 杉村六郎           |
| 第9週              | 第43話             | 3月30日            | 涙と笑顔まだまだ続く波乱の嵐   | 杉村六郎           |
| 第9週              | 第44話             | 3月31日            | 感謝!!昼ドラ52年愛の最終話     | 杉村六郎           |